# Strigocis opacicollis
Strigocis opacicollis är en skalbaggsart som beskrevs av Dury 1917. Strigocis opacicollis ingår i släktet Strigocis och familjen trädsvampborrare. Inga underarter finns listade i Catalogue of Life.